# 管事厝
管事厝，是臺灣嘉義縣太保市的一個傳統地域名稱，位於該市東北半葉的中部偏東南地帶，並向北再向東延伸至東部邊界。相較於今日行政區，其範圍大致包括港尾里中部延伸至東部中段及東部北段邊界地帶、埤鄉里西部邊界地帶中至北段及東北端、南新里南部。

## 歷史
台灣日治初期，管事厝地區為一街庄（舊制街庄），稱為「管事厝庄」，隸屬於柴頭港堡。該庄昔日北與水虞厝庄、竹仔腳庄為鄰，東邊北段與大溪厝庄為鄰，東邊中南段及南邊為埤蔴腳庄，西邊及西北邊為白鴒厝庄。
1901年（日治明治三十四年）11月11日，全台廢縣廳改設二十廳，該庄隸屬於嘉義廳。1904年（明治三十七年）2月20日，該庄編入「柴頭港區」，隸屬於嘉義廳。1905年（明治三十八年）7月1日，嘉義廳內管轄區域調整，該庄改隸屬於「水堀頭區」。1909年（明治四十二年）10月25日，全台合併二十廳為十二廳，水堀頭區仍隸屬於嘉義廳。1920年（大正九年）10月1日，全台地方制度大改正，廢十二廳改設五州二廳，該庄改制為「管事厝」大字，隸屬於臺南州東石郡太保庄（新制街庄）。
戰後太保庄改制為太保鄉，隸屬於臺南縣，大字亦改制為村。1950年10月25日，雲、嘉、南分治，太保鄉改隸屬嘉義縣。1991年7月1日，因應嘉義縣治遷入，太保鄉升格為縣轄市太保市，村亦改制為里。

## 聚落
該地區發展較早的聚落為管事厝，在日治期初期的官方地圖上已有記載。

## 交通
國道1號又稱「中山高速公路」，是台灣西部兩條縱向高速公路之一，經過本地區東部邊界地帶，並在北鄰竹子腳地區境內的縣道159號交會處設有嘉義交流道。由此可快速前往國道1號沿線各地。
省道台18線主要路段又稱「新中橫公路嘉義玉山線」，俗稱「阿里山公路」，是太保至塔塔加的幹道，經過本地區中北部。由該道路西行可前往太保地區，並止於鄉道嘉58-1線路口（高鐵嘉義站西北側）；東行可前往嘉義市、番路鄉、竹崎鄉東南端、阿里山鄉、南投縣信義鄉，並止於塔塔加的太平巷路口暨省道台21線的終點。
鄉道嘉64線是新埤至南新的道路，經過本地區主聚落北側。
鄉道嘉65線是管事厝至後潭的道路，其北側端點（起點）位於本地區主聚落東郊的鄉道嘉64線路口。